# Tannhäuser (operă)

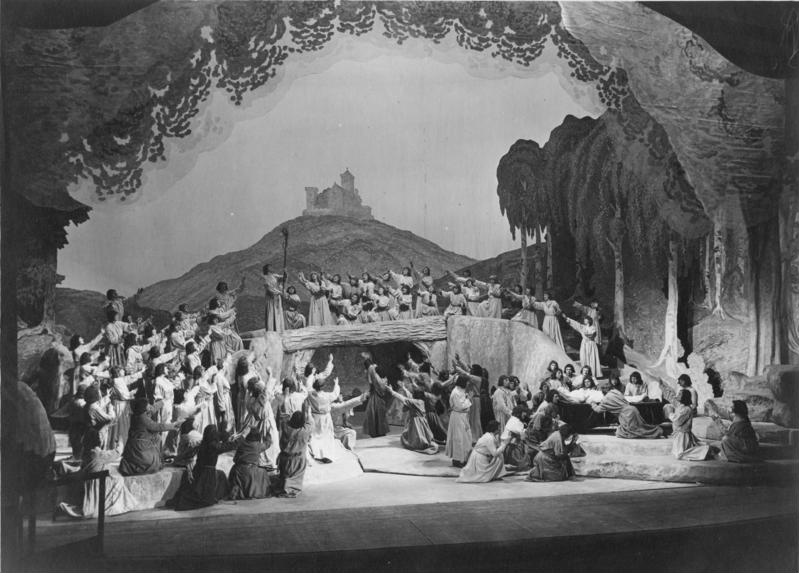
Finalul înscenării operei Tannhäuser la Festivalul de la Bayreuth în 1930

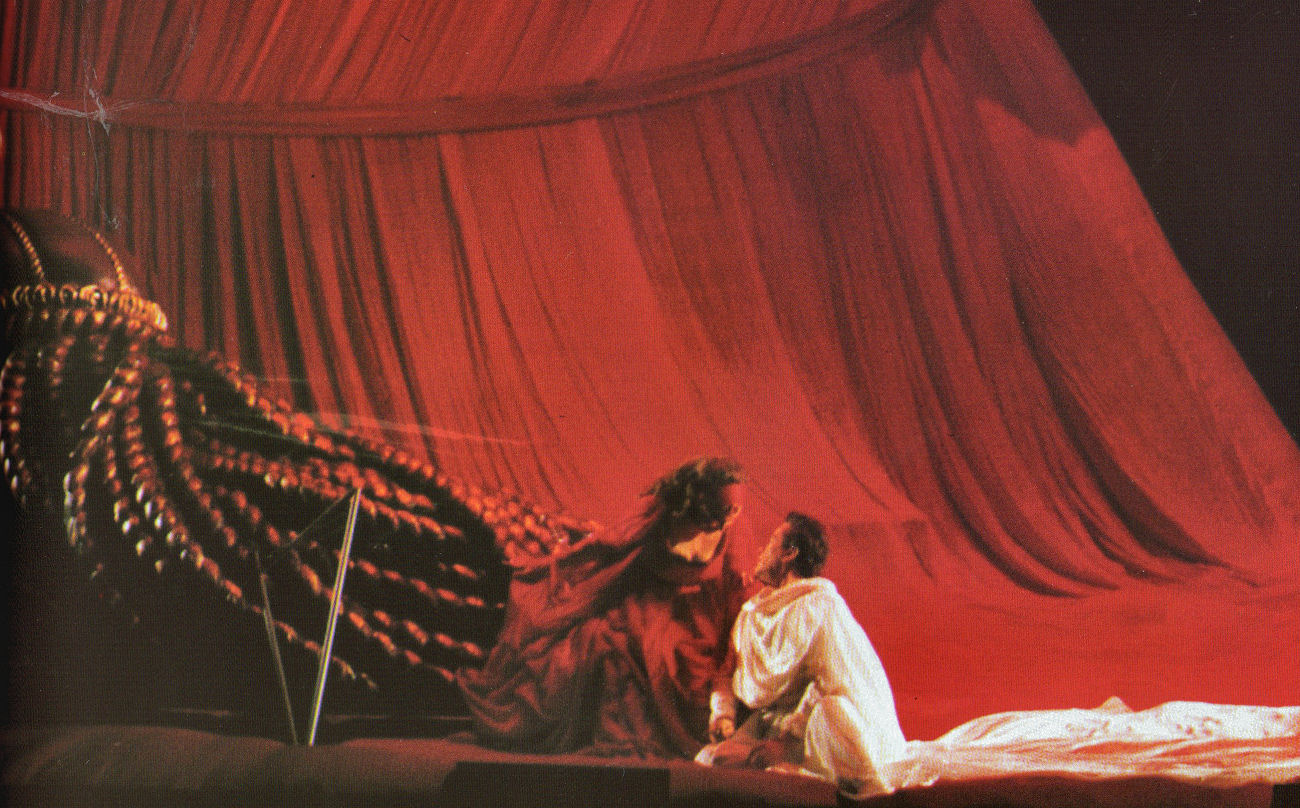
Punere în scenă de Werner Herzog, Sevilla, 1997.

Tannhäuser și întrecerea poetică din Wartburg (títlul original în germană Tannhäuser und der Sängerkrieg auf Wartburg) este o operă în trei acte cu muzica și libretul în limba germană, compusă de Richard Wagner și bazată pe două legende germane. 
Temele principale ale operei sunt lupta între iubirea sacră și cea profană și răscumpărarea prin iubire, temă dominantă la Wagner.

## Istoric
Premiera operei a avut loc la Dresda, la 19 octombrie 1845, însă performanța a fost sub așteptări, din cauza  distribuției necorespunzătoare. Tenorul care  a întrupat personajul principal, Joseph Tichatscheck, deși era înzestrat cu o voce magnifică, avea slabe calități dramatice, într-unul din rolurile cele mai dificile din istoria operei. Același lucru se putea spune de Johanna Wagner, nepoata compozitorului, interpretând-o pe Elisabeth: voce proaspătă, era prea tânără pentru a înțelege temperamentul complex al protagonistului. Wihelmine Schröder-Devrient, veche glorie în declin, a fost depășită vocal și scenic de rolul zeiței Venus.
Factori care au influențat, de asemenea, au fost durata (peste trei ore) și complexitatea dramatică, pentru că, deși a păstrat unele vestigii din opera cu numere, este articulată în jurul melodiei fără sfârșit. Deși Wagner s-a simțit tentat să scurteze unele lungimi, în cele din urmă a păstrat totul.
Această operă ocupă locul 53 în topul celor 100 cele mai reprezentate în perioada 2005-2010, conform statisticilor din Operabase, fiind a 14-a în Germania și a șasea a lui Wagner, cu 82 de spectacole.
| Personaj | Voce                               | Lista spectacolului din 20 octombrie 1845 (Dirijor: Richard Wagner) | Lista spectacolului din 1861 (Dirijor: Pierre-Louis Dietsch) |
| --- | ---------------------------------- | ------------------------------------------------------------------- | ------------------------------------------------------------ |
| Tannhäuser, un Minnesinger | tenor dramatic                     | Josef Aloys Tichatschek                                             | Albert Niemann                                               |
| Elisabeth, la sobrina del Landgrave | soprană                            | Johanna Wagner                                                      | Marie Sasse                                                  |
| Venus | soprană dramatică sau mezzosoprană | Wilhelmine Schröder-Devrient                                        | Fortunata Tedesco                                            |
| Wolfram von Eschenbach, un Minnesinger | baríton                            | Anton Mitterwurzer                                                  | Morelli                                                      |
| Herrmann, Landgrave de Turingia | bas                                | Georg Wilhelm Dettmer                                               | Cazaux                                                       |
| Walther von der Vogelweide, un Minnesinger | tenor                              | Max Schloss                                                         | Aimes                                                        |
| Biterolf, un Minnesinger | bas                                | Johann Michael Wächter                                              | Coulon                                                       |
| Heinrich der Schreiber, un Minnesinger | tenor                              | Anton Curty                                                         | König                                                        |
| Reinmar von Zweter, un Minnesinger | bas                                | Karl Risse                                                          | Freret                                                       |
| Un joven pastor | soprană                            | Anna Thiele                                                         | Reboux                                                       |
| Cuatro pajes nobles | soprană, alto                      |                                                                     |                                                              |
| Nobili, nobile, cavaleri, pelerini, sirene, nayade, nimfe, bacante; în versiunea din Paris, de asemenea cele Trei Grații, tineri, cupidoni, satiri, și fauni. |                                    |                                                                     |                                                              |

## Personajele principale
- Hermann, conte de Turingia (bas)
- Tannhäuser (tenor)
- Wolfram von Eschenbach (bariton)
- Walther von der Vogelweide (tenor)
- Biterolf (bas)
- Heinrich der Schreiber (tenor)
- Reinmar von Zweter (bas)
- Elisabeta de Turingia, nepoata contelui (soprană)
- Venus (soprană sau mezzo-soprană)

## Argument

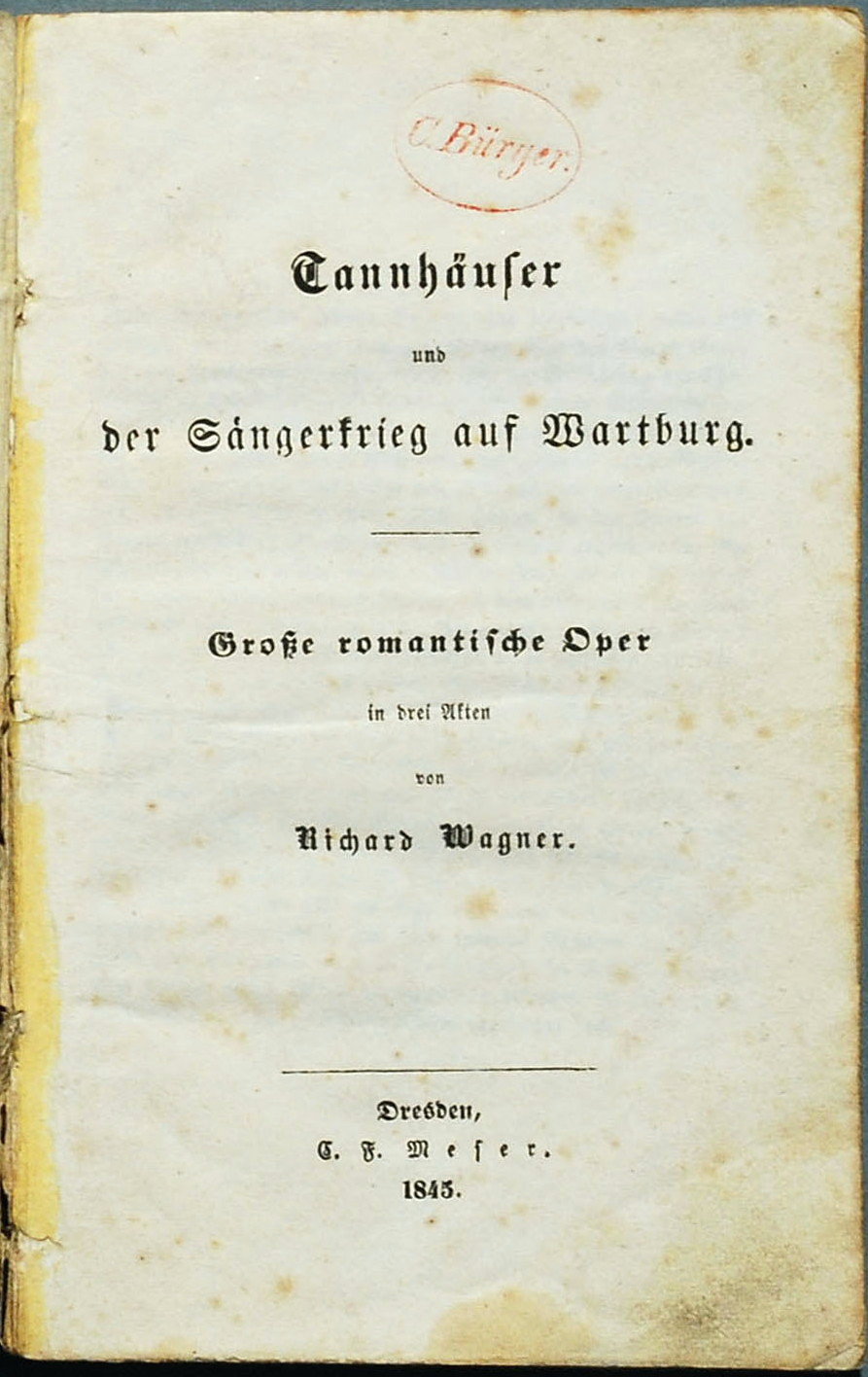
Dresda, 1845.

### Actul I
Tabloul I. Interiorul grotei zeiței Venus
Sirenele, naiadele, satirii și amorașii se joacă și dansează pentru a-i distra pe Venus și pe Tannhäuser, care trăiește aici de mult timp, sedus de zeiță (Balet și Cr.: Naht euch dem Strande!: Haideți pe malul apei!) Ea își dă seama că  Tannhäuser nu se mai simte la fel de fericit ca înainte (D: Geliebter, sag: Spune-mi, iubite.) La întrebările ei, Tannhäuser îi spune că ar dori să se întoarcă în lumea lui. Zeița încearcă să-l facă să uite aceste idei și-l roagă să cânte. Trubadurul preamărește iubirea carnală, dar îi este dor de ceilalți muritori. (S.: DieTöne lob (La3):  Cânt spre slava ta!) Venus încearcă să-l convingă să rămână lângă ea, dar nu reușește. (S.: Geliebter, komm!: O, vin', iubitule!) Când îl lasă să plece, îi prezice că într-o zi își va aminti de ea. Iar ea va fi atunci dispusă să-l ierte (S.: Wie hat' ich das erworben: Ce-am făcut eu să merit asta?)
Tabloul II. O vale lângă castelul Wartburg
Un  ciobănaș paște oile în timp ce cântă (Frau Holda). Se apropie pelerinii care sunt în drumul lor spre Roma. Tannhäuser cade în genunchi în fața lor și cere să se alăture grupului (Cr.: Zur dir perete ich: Către tine mă duc), când dintr-o dată intră un grup de vânători, condus de conte, care îl recunoaște pe trubadur și îl salută. Întrebat, Tannhäuser nu spune de unde vine și continuă cu ideea sa de a merge la Roma (Nc.: O, bleib!: Oh, stai'), până în momentul în care Wolfram îi spune că Elizabeth este foarte tristă din momentul plecării sale (S.: Als du kühnen Sange). Trubadurul auzind numele iubitei decide să se întoarcă la Wartburg (Nc.: O Kehr zurück!: O, întoarce-te cu noi!!!; Der Himmel: Cerul).

### Actul II
Sala festivă din Wartburg
Elisabeth cântă locul care  a văzut atâtea mari competiții și care își va recăpăta strălucirea odată cu revenirea lui Tannhäuser (A.: Dich teure Halle: Tu, nobilă sală) (Si4). Trubadurul în cele din urmă se întâlnește cu tânăra domniță care, plină de discretă bucurie, îi urează bun venit (D: O Fürstin !: Oh, Prințesă!; Ich preise dieses Wunder: Binecuvântat acest miracol; D: Gepriesen sei die Stunde: Binecuvântate aceste ceasuri). Se apropie contele și, văzând bucuria nepoatei sale, îi promite că își va îndeplini toate dorințele (Noch bleibe denn unausgesprochen: Să mai rămână lucruri nerostite). Vin nobilii pregătiți să participe la concurs (Cr.‑ Freudig begrüsen wir: Vesel salutăm). Contele amintește istoria măreață a locului și promite că mâna nepoatei lui va fi premiul pentru câștigătorul concursului (S.: Gar und viel schön). Începe competiția. Wolfram cântă laudând iubirea mistică (S.: Blick ich umher: Mă uit în jurul meu). Tannhäuser îi spune că dragostea este o pasiune mortală (S.: O Wolfram). Biterolf îi răspunde că iubirea este sentimentul eroic, care apără virtutea. (S.: Heraus zum Kampfe mit uns allen!: Vă provoc la un duel!). Wolfram invocă pe cel atotputernic, care îl va inspira (S.: O Himmel: Oh, ceruri!). Tannhäuser, exasperat, laudă dragostea carnală și susține că a fost pe Muntele lui Venus (S: Dir, Göttin der Liebe (,): Tu, zeiță a dragostei). Toți sunt indignați, acuzându-l de blasfemie (Nc.: Ihr habt'es gehört!: "Ceea ce ai auzit!). Când cavalerii dau să-l atace cu săbiile, Elisabeth intervine și cere iertare, căci crede că Tannhäuser se va întoarce la zei (S. și C.: Der Unglücksel'ge: Nefericitul; Ein Engel: Un înger). Contele spune că își poate găsi iertarea doar însoțind pelerinii la Roma (S.: Ein furchtbares Verbrechen: O crimă oribilă; Nc.: Mit ihnen du sollst wallen: trebuie să mergi cu ei.) Imediat se aude corul de pelerini care trece în apropierea castelului. Tannhäuser fuge să li se alăture (Cr.: Am hohen Fest: Oh, zile de sărbătoare).                                            (Intermezzo: Pelerinajul lui Tannhäuser).

### Actul III
Valea care duce la Wartburg
Wolfram o privește cu adorație pe  Elisabeth care se roagă la fecioară (S.: Wohl wüsst ich sie hier im Gebet zu finden: Știam că aici o voi găsi, rugându-se.) Se apropie un grup de pelerini (Cr.: Beglückt darf nun dich: Fericit pot să o revăd), dar între ei tânăra nu-l vede pe iubitul ei. Cu tristețe se resemnează să moară și să ceară iertare pentru păcatele sale (S.: All mächt'Jungfrau: Sfântă Fecioară atotputernică.)     Se lasă noaptea. Când tânăra pleacă, Wolfram, care a iubit-o dintotdeauna, cânt luceafărului de seară să o însoțească în urcarea sa la ceruri (R.: Wie Todesahnung: Ca o presimțire a morții; A.: O du mein Hilder Abendstern: O, tu, dulce stea a serii.) Dintr-o dată, apare un om în zdrențe. Este Tannhäuser, pe care prietenul său nu îl recunoaște. Când în cele din urmă își dă seama, îl întreabă dacă a dobândit iertarea (D: Ich hörte Harfenschlag: am auzit sunetul de harpă). Trubadurul, agresiv, îi răspunde că Papa a refuzat spunând că așa cum bătrânul său toiag nu va înflori niciodată, așa nu va primi el iertare pentru păcatul său. Tannhauser declamă Narațiunea: Inbrust im Herzem ('3: Inimă în flăcări), declarând că vrea doar să se întoarcă în brațele lui Venus. Brusc apare zeița și Tannhäuser aleargă spre ea, în timp ce prietenul său încearcă să-l salveze. Când acesta rostește numele Elisabethei, Venus dispare cu tot cu anturajul său (Willkommen, ungetreuer Mann: Bun venit, bărbat necredincios). În întuneric apare o procesiune cu torțe care transportă sicriul tinerei domnițe. Tannhäuser vine lângă sicriul ei, îi spune  să se roage pentru el și cade mort peste ea. În acel moment se apropie un grup de tineri pelerini care transportă cârja papală pe deplin înflorită, simbol al lui iertării lui Tannhäuser de către Dumnezeu . (Nc.: Ich ward der Engel sel'ger Lohn: Așteptam răsplata îngerilor).

## Discografie principală
| Anul | Listă (Tannhäuser, Elisabeth,Venus, Wolfram, contele, Walther)                                              | Dirijor, Teatrul de operă și orchestra                                                                                          | Marca discografică                            |
| ---- | --- | --- | --------------------------------------------- |
| 1955 | Wolfgang Windgassen, Gré Brouwenstijn, Herta Wilfert, Dietrich Fischer-Dieskau, Josef Greindl, Josef Traxel | André Cluytens, Corul și orchestra Festivalului din Bayreuth, (Înregistrare)                                                    | Audio CD: Orfeo d'Or , Cat: C 643043D         |
| 1960 | Hans Hopf, Elisabeth Grümmer, Marianne Schech, Dietrich Fischer-Dieskau, Gottlob Frick, Fritz Wunderlich    | Franz Konwitschny, Corul și orchestra Operei de Stat din Berlin                                                                 | [Audio CD: [EMI]], Cat: CMS 7 63214 2         |
| 1962 | Wolfgang Windgassen, Anja Silja, Grace Bumbry, Eberhard Wächter, Josef Greindl, Gerhard Stolze              | Wolfgang Sawallisch, Corul și orchestra Festivalului din Bayreuth                                                               | Audio CD: Philips, Cat: 434 607-2             |
| 1968 | Wolfgang Windgassen, Birgit Nilsson, Birgit Nilsson, Dietrich Fischer-Dieskau, Theo Adam, Horst Laubenthal  | Otto Gerdes, Corul și orchestra Operei Germane din Berlin                                                                       | Audio CD: Deutsche Grammophon, Cat: 471 708-2 |
| 1970 | René Kollo, Helga Dernesch, Christa Ludwig, Victor Braun, Hans Sotin, Victor Braun                          | Georg Solti, Orchestra Filarmonică din Viena, Corul și orchestra Operei de Stat din Viena (Înregistrarea versiunii de la Paris) | Audio CD: Decca, Cat: 470 810-2               |
| 1978 | Spas Wenkoff, Dame Gwyneth Jones, Bernd Weikl, Hans Sotin, Robert Schunk                                    | Colin Davis, Corul și orchestra Festivalului din Bayreuth,                                                                      | DVD: DG, Cat: 073 4446                        |
| 1985 | Klaus König, Lucia Popp, Waltraud Meier, Bernd Weikl, Kurt Moll, Siegfried Jerusalem                        | Bernard Haitink, Corul și orchestra Radio din Bavaria                                                                           | Audio CD EMI, CDS 7 47296 8                   |
| 1988 | Plácido Domingo, Cheryl Studer, Agnes Baltsa, Andreas Schmidt, Matti Salminen, William Pell                 | Giuseppe Sinopoli, Corul de la Royal Opera House Covent Garden, Orchestra Philharmonia (Înregistrarea versiunii de la Paris)    | Audio CD: Deutsche Grammophon, Cat: 427 625-2 |
| 2001 | Peter Seiffert, Jane Eaglen, Waltraud Meier, Thomas Hampson, René Pape, Gunnar Gudbjörnsson                 | Daniel Barenboim, Orchestra Staatskapelle din Berlín, Corul și orchestra Operei de Stat din Berlin                              | Audio CD: Teldec, Cat: 8573 88064-2           |
| 2011 | Robert Dean Smith, Nina Stemme, Marina Prudenskaya, Christian Gerhaher, Albert Dohmen                       | Marek Janowski Orchestra Radio din Berlín                                                                                       | Audio CD:Pentatone 5186405                    |

DVD
- 1978 Gwyneth Jones (Elisabeth și Venus), Spa-uri Wenkoff, Bernd Weikl / Bayreuth Festival / Colin Davis
- 1982 Eva Marton, Tatiana Troyanos, Richard Cassilly, Bernd Weikl / Metropolitan Opera / James Levine
- 1989 Cheryl Studer, Ruthild Engert-Ely, Richard Versalle, Wolfgang Brendel / Bayreuth Festival / Giuseppe Sinopoli
- 1994 Nadine Seconder, Waltraud Meier, René Kollo, Și Bernd Weikl / Bayerische Staatsoper / Zubin Mehta
- 2003 Solveig Kringelborn, Isabelle Kabatu, Peter Seiffert, Thomas Hampson / Zurich Opera house / Franz Welser-Möst
- 2008 Camilla Nylund, Waltraud Meier, Robert Gambill, Roman Trekel / Orchestra Simfonică Germană Berlin / Philippe Jordan

## Premiera în România
Premiera operei Tannhäuser la Opera Română din Cluj a avut loc la 16 martie 1921.

## Legături externe
- Tannhäuser pe site-ul   Arhivat în 9 iunie 2021, la Wayback Machine.